# Tabulatorkomplettering

Exempel i bash.

Inom datorteknik betyder tabulatorkomplettering en funktion hos kommandotolken (skalet) att fylla på en textsträng när man trycker på tabulator-tangenten.

## Exempel
Vi har en katalog med 5 filer:
```
  > ls -1
 fil_nummer_1
 fil_nummer_2
 fil_nummer_3
 fil_nummer_4
 fil_nummer_5
```

Genom att skriva till exempel:
```
  > rm fi
```

Och sedan trycka på tabulator-tangenten svarar skalet med:
```
  > rm fil_nummer_
```